# 천성항
천성항(天成港)은 부산광역시 강서구 천성동, 가덕도 섬에 있는 어항이다. 2008년 12월 19일 국가어항으로 지정되었다. 관리청은 해양수산부 동해어업관리단이다. 시설관리자는 부산광역시장이다.

## 어항구역
천성항의 어항구역은 다음과 같다.
- 수역[2]
  - 서중 돌출부에서 대안 천수대말 돌출부와 연결한 선내 수역
- 육역[3]
  - 강서구 천성동 489-2 외 3필지 (세부내역 생략)

## 개발 연혁
- 천성항은 1992년 지방어항으로 지정되어 1995년 기본조사 및 시설계획이 수립되었고 2009년 기본설계용역에 착수되었다.[4]

## 해양 레저
천성항의 다음 해역에서 해양레저 활동을 하고자 하는 경우에는 구명 설비 등 안전에 필요한 장비를 갖추고 사전에 창원해양경찰서장의 허가를 받아야 한다.
- 근거법령 : 해양안전법 제34조의3, 같은법 시행령 제10조
- 고시구역 : 다음 각호의 기점을 순차적으로 연결한 선안의 해역

1. 북위35-01.88, 동경 128-48.51
2. 북위35-01.50, 동경 128-48.43